# Список русских поэтов первой волны эмиграции
Список русских поэтов первой волны эмиграции включает авторов, оказавшихся после Октябрьской революции 1917 года за пределами Советской России и продолживших свою литературную деятельность в других странах (а также и тех, кто, как Борис Поплавский, сложился как литератор уже вне России) — кроме тех, у кого (как у Алексея Толстого) этот зарубежный период жизни оказался непродолжительным и завершился скорым возвращением в СССР. Авторы, покинувшие Советский Союз после 1939 года, относятся уже к поэтам второй волны эмиграции.
| # А Б В Г Д Е Ё Ж З И К Л М Н О П Р С Т У Ф Х Ц Ч Ш Щ Э Ю Я |

## А
- Автамонов, Игорь Александрович (1913—1995)
- Адамович, Георгий Викторович (1892—1972)
- Алексеева, Лидия Алексеевна (1909—1989)
- Андреев, Вадим Леонидович (1903—1976)
- Арсеньев, Николай Сергеевич (1888—1977)
- Ачаир, Алексей (Грызов, Алексей Алексеевич; 1896—1960)
- Андерсен, Ларисса Николаевна (1911—2012)

## Б
- Баженова, Таисия Анатольевна (1900—1978)
- Балтрушайтис, Юргис Казимирович (1873—1944)
- Бальмонт, Константин Дмитриевич (1867—1942)
- Барт, Соломон (Копельман, Соломон Веньяминович; ок. 1885—1941)
- Белавина, Нонна Сергеевна (1915—2004)
- Белоцветов, Николай Николаевич (1892—1950)
- Бем, Ирина Альфредовна (1916—1981)
- Берберова, Нина Николаевна (1901—1993)
- Бета, Борис (Буткевич, Борис Васильевич; 1895—1931)
- Бехтеев, Сергей Сергеевич (1879—1954)
- Бикерман, Яков Осипович (1898—1978)
- Биск, Александр Акимович (1883—1973)
- Блох, Григорий Анатольевич (1867—1927)
- Блох, Раиса Ноевна (1899—1943)
- Божнев, Борис Борисович (1898—1969)
- Британ, Илья Алексеевич (1885—1941)
- Булич, Вера Сергеевна (1898—1954)
- Булыгин, Павел Петрович (1896—1936)
- Бунин, Иван Алексеевич (1870—1953)
- Бурлюк, Давид Давидович (1882—1967)

## В
- Вега, Мария (Волынцева, Мария Николаевна; 1898—1980)
- Вейдле, Владимир Васильевич (1895—1979)
- Величковская, Тамара Антоновна (1908—1990)
- Величковский, Анатолий Евгеньевич (1901—1981)
- Венус, Георгий Давыдович (1898—1939)
- Вертинский, Александр Николаевич (1889—1957)
- Визи, Мария Генриховна (1904—1994)
- Войцеховский, Сергей Львович (1900—1984)
- Волков, Борис Николаевич (1894—1954)
- Воробьёв, Николай Николаевич (1908—1989)

## Г
- Гаврилов, Михаил Иванович (1914—1979)
- Гальской, Владимир Львович (1908—1961)
- Ганский, Леонид Иосифович (1905—1970)
- Гарднер, Вадим Данилович (1880—1956)
- Гейнцельман, Анатолий Соломонович (1879—1953)
- Гершельман, Карл Карлович (1899—1951)
- Гессен, Евгений Сергеевич (1910—1944?)
- Гингер, Александр Самсонович (1897—1965)
- Гиппиус, Зинаида Николаевна (1869—1945)
- Голенищев-Кутузов, Илья Николаевич (1904—1969)
- Головина, Алла Сергеевна (1909—1987)
- Голохвастов, Георгий Владимирович (1882—1963)
- Гомолицкий, Лев Николаевич (1903—1988)
- Горлин, Михаил Генрихович (1909—1944)
- Горянский, Валентин (Иванов, Валентин Иванович; 1887—1949)
- Гранин, Георгий (Сапрыкин, Георгий Иванович; 1913—1934)
- Гронский, Николай Павлович (1909—1934)
- Гурлянд, Илья Яковлевич (1868—1921)

## Д
- Джанумов, Юрий Александрович (1907—1965)
- Диксон, Владимир Вальтерович (1900—1929)
- Дон-Аминадо (Шполянский, Аминад Петрович; 1888—1957)
- Дукельский, Владимир Александрович (1903—1969)
- Дураков, Алексей Петрович (1898—1944)

## Е
- Евангулов, Георгий Сергеевич (1894—1967)
- Евсеев, Николай Николаевич (1891—1974)
- Ещин, Леонид Евсеевич (1897—1930)

## Ж
- Жернакова-Николаева, Александра Евграфовна (1897—1981)
- Жеромская, Тамара В. (1909—1974)

## З
- Закович, Борис Григорьевич (1907—1995)
- Залесский, Михаил Николаевич (1905—1979)
- Злобин, Владимир Ананьевич (1894—1967)

## И
- Иванов, Всеволод Никанорович (1888—1971)
- Иванов, Вячеслав Иванович (1866—1949)
- Иванов, Георгий Владимирович (1894—1958)
- Иваск, Юрий Павлович (1907—1986)
- Измайлов, Вадим Михайлович (1917—1995)
- Ильязд (Зданевич, Илья Михайлович; 1894—1975)
- Ильяшенко, Владимир Степанович (1887—1970)

## К
- Кантор, Михаил Львович (1884—1970)
- Капустина, Ольга Сергеевна (1915—2007)
- Карамзина, Мария Владимировна (1900—1942)
- Келин, Николай Андреевич (1896—1970)
- Кельберин, Лазарь Израилевич (1907—1975)
- Кискевич, Евгений Михайлович (1891—1945)
- Кнорринг, Ирина Николаевна (1906—1943)
- Кнут, Довид (Фиксман, Давид Миронович; 1900—1955)
- Кобяков, Дмитрий Юрьевич (1898—1978)
- Колосова, Марианна (Виноградова, Римма Ивановна; 1903—1964)
- Колосовский, Виктор Евстафьевич (1899 — после 1943)
- Кондратьев, Александр Алексеевич (1876—1967)
- Корвин-Пиотровский, Владимир Львович (1891—1966)
- Корносевич, Ромуальд Мартынович (1884—1930)
- Коровай-Метелицкий Алексей Лонгивович (? — ?)
- Кречетов, Сергей (Соколов, Сергей Алексеевич; 1878—1936)
- Кроткова, Христина Павловна (1904—1965)
- Крузенштерн-Петерец, Юстина Владимировна (1903—1983)
- Кузнецова, Галина Николаевна (1900—1976)
- Кусиков, Александр Борисович (1896—1977)

## Л
- Ладинский, Антонин Петрович (1896—1961)
- Лахман, Гизелла Сигизмундовна (1890—1969)
- Лебедев, Вячеслав Михайлович (1896—1969)
- Логинов, Василий Степанович (1891—1945/1946)
- Лоло (Мунштейн, Леонид Григорьевич; 1867—1947)
- Лонхиадис, Кира Александровна (1916—2008)
- Лопатто, Михаил Осипович (1892—1981)
- Лурье, Вера Иосифовна (1901—1998)
- Луцкий, Семён Абрамович (1891—1977)
- Лыжин, Павел Петрович (1896—1969)
- Льдов, Константин (1862—1937)

## М
- Магула, Дмитрий Антонович (1880—1969)
- Маковский, Сергей Константинович (1877—1962)
- Мамченко, Виктор Андреевич (1901—1982)
- Мандельштам, Юрий Владимирович (1908—1943)
- Мансветов, Владимир Фёдорович (1909—1974)
- Мать Мария (Скобцова, Елизавета Юрьевна; 1891—1945)
- Марли, Анна Юрьевна (1917—2006)
- Мережковский, Дмитрий Сергеевич (1866—1941)
- Минский, Николай Максимович (1855—1937)

## Н
- Набоков, Владимир Владимирович (1899—1977)
- Нарциссов, Борис Анатольевич (1906—1982)
- Недзельский, Евгений Леопольдович (1894—1961)
- Неймирок, Александр Николаевич (1911—1973)
- Несмелов, Арсений (Митропольский, Арсений Иванович; 1889—1945)
- Новосадов, Борис (Тагго, Борис Христианович; 1907—1945)
- Жак Нуар (1888—1941)

## О
- Обухов, Василий Константинович (1905—1949)
- Одарченко, Юрий Павлович (1903—1960)
- Одоевцева, Ирина Владимировна (1895—1990)
- Остроумова, Татиана Иосифовна (1901—1969)
- Оцуп, Николай Авдеевич (1894—1958)

## П
- Перелешин, Валерий (Салатко-Петрище, Валерий Францевич; 1913—1992)
- Перфильев, Александр Михайлович (1895—1973)
- Петерец, Николай Владимирович (1907—1944)
- Познер, Владимир Соломонович (1905—1992)
- Померанцев, Кирилл Дмитриевич (1907—1991)
- Поплавский, Борис Юлианович (1903—1935)
- Потёмкин, Пётр Петрович (1886—1926)
- Прегель, София Юльевна (1897—1972)
- Присманова, Анна Семёновна (1892—1960)
- Пугачева, Наталия (1902—1987)

## Р
- Раевский, Георгий (Оцуп, Георгий Авдеевич; 1897—1963)
- Раич, Евгений (Рабинович, Евгений Исаакович; 1901—1973)
- Ратгауз, Даниил Максимович (1868—1937)
- Ратгауз, Татьяна Данииловна (1909—1993)
- Рафалович, Сергей Львович (1875—1944)
- Рафальский, Сергей Милич (1896—1981)
- Резников, Даниил Георгиевич (1904—1970)
- Рудич, Вера Ивановна (1871 — после 1940)

## С
- Сабурова, Ирина Евгеньевна (1907—1979)
- Савин, Иван (Саволайнен, Иван Иванович; 1899—1927)
- Игорь Северянин (Лотарёв, Игорь Васильевич; 1887—1941)
- Сергин, Сергей (Петров, Сергей Фёдорович; 1910—1934)
- Скопиченко, Ольга Алексеевна (1908—1997)
- Славина, Кира Марковна (1911—1998)
- Смоленский, Владимир Алексеевич (1901—1961)
- Соколов, Александр А. (1895—1983)
- Софиев, Юрий Борисович (1899—1976)
- Ставров, Перикл Ставрович (1895—1955)
- Столица, Любовь Никитична (1884—1934)
- Страховский, Леонид Иванович (1898—1963)
- Струве, Глеб Петрович (1898—1985)
- Струве, Михаил Александрович (1890—1948)
- Сумбатов, Василий Александрович (1893—1977)

## Т
- Таубер, Екатерина Леонидовна (1903—1987)
- Терапиано, Юрий Константинович (1892—1980)
- Туринцев, Александр Александрович (1896—1984)
- Туроверов, Николай Николаевич (1899—1972)
- Тхоржевский, Иван Иванович (1878—1951)
- Тэффи (Лохвицкая, Надежда Александровна; 1876—1952)

## Ф
- Федд, Ольга (Федосеева, Ольга Степановна; 1918—1990)
- Фёдоров, Александр Митрофанович (1868—1949)
- Форштетер, Михаил Адольфович (1893—1959)

## Х
- Хаиндрова, Лидия Юлиановна (1910—1986)
- Ходасевич, Владислав Фелицианович (1886—1939)

## Ц
- Цветаева, Марина Ивановна (1892—1941)
- Цетлин, Михаил Осипович (Амари; 1882—1945)

## Ч
- Чегринцева, Эмилия Кирилловна (1904—1989)
- Червинская, Лидия Давыдовна (1907—1988)
- Чехонин, Михаил Георгиевич (1907—1962)
- Чёрный, Саша (Гликберг, Александр Михайлович; 1880—1932)
- Чиннов, Игорь Владимирович (1909—1996)

## Ш
- Шаховская, Зинаида Алексеевна (1906—2001)
- Шаховской, Дмитрий Алексеевич (Архиепископ Иоанн, Странник) (1902—1989)
- Шиманская, Аглаида Сергеевна (1903—1995)
- Штейгер, Анатолий Сергеевич (1907—1944)
- Штильман, Татьяна Владимировна (1908—1984)

## Щ
- Щёголев, Николай Александрович (1910—1975)
- Щербаков, Михаил Васильевич (1890?—1956)

## Э
- Эйснер, Алексей Владимирович (1905—1984)
- Эристов, Георгий Арчилович (1902—1977)
- Эллис (Кобылинский, Лев Львович; 1879—1947)

## Ю
- Юлиус, Анатолий Михайлович (1897—1977)

## Я
- Янковская, Виктория Юрьевна (1909—1996)
- Яссен, Ирина (Чеквер, Рахиль Соломоновна; 1893—1957)